# Liste der Stolpersteine im Komitat Vas

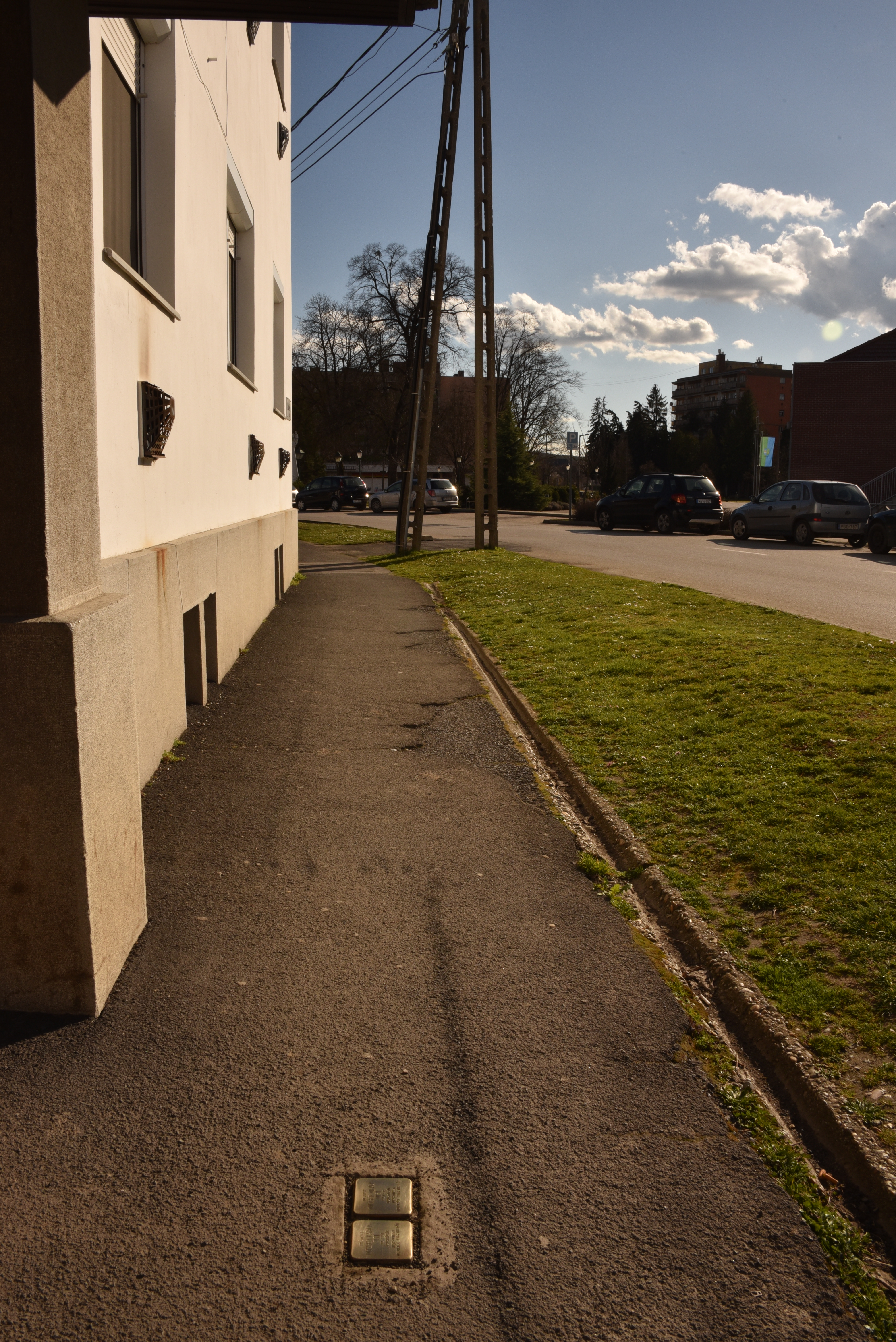
Stolpersteine in Lenti

Die Liste der Stolpersteine im Komitat Vas enthält die Stolpersteine, die im Komitat Vas in Westungarn verlegt wurden. Stolpersteine erinnern an das Schicksal der Menschen, welche von den Nationalsozialisten ermordet, deportiert, vertrieben oder in den Suizid getrieben wurden. Die Stolpersteine wurden von Gunter Demnig verlegt und liegen im Regelfall vor dem letzten selbstgewählten Wohnsitz des Opfers. Stolpersteine heißen auf Ungarisch Botlatókő. Die ersten Verlegungen in diesem Komitat fanden am 29. August 2007 in Szombathely statt.
Die ungarische Namensschreibung setzt den Familiennamen stets an die erste Stelle. Zudem besteht in Ungarn die Tradition, dass verheiratete Frauen mit Vor- und Zuname ihres Ehemannes bezeichnet werden – mit der zusätzlichen Endung -né nach dem Vornamen des Ehemannes. Die Frau von Bónis Adolf heißt also Bónis Adolfné. Auf den Stolpersteinen ist zumeist in der Zeile darunter der Mädchenname der Frau eingraviert.

## Verlegte Stolpersteine

### Celldömölk
In Celldömölk wurde bisher ein Stolperstein verlegt.
| Stolperstein | Übersetzung                                                                                         | Verlegeort      | Name, Leben             |
| ------------ | --------------------------------------------------------------------------------------------------- | --------------- | ----------------------- |
|              | HIER WOHNTE DIE FRAU VON BÉLA SINGER GEB. IRMA POLLÁK JG. 1901 DEPORTIERT 1944 ERMORDET AM 7.7.1944 | Szabadság tér 9 | Irma Singer geb. Pollák |

### Kőszeg
In Kőszeg wurde bisher ein Stolperstein verlegt.
| Stolperstein | Übersetzung                                                             | Verlegeort   | Name, Leben |
| ------------ | ----------------------------------------------------------------------- | ------------ | ----------- |
|              | HIER WOHNTE REZSŐ BASS JG. 1882 DEPORTIERT 1944 NACH AUSCHWITZ ERMORDET | Árpád tér 13 | Rezső Bass  |

### Lenti
In Lenti wurde bisher zwei Stolpersteine an einer Adresse verlegt.
| Stolperstein | Übersetzung                                                                            | Verlegeort        | Name, Leben |
| ------------ | -------------------------------------------------------------------------------------- | ----------------- | --- |
|              | HIER WOHNTE KATALIN TITI MITZGER GEB. 1934 DEPORTIERT NACH AUSCHWITZ ERMORDET 8.8.1944 | Deák Ferenc ut. 1 | Katalin Éva Mitzger, genannt Titi, wurde am 4. März 1934 in Lenti als Tochter von Laszlo und Erzsebet Spitzer geboren. Sie hatte einen zwei Jahre älteren Bruder, Mihály János, genannt Misi.  |
|              | HIER WOHNTE MIHÁLY MISI MITZGER GEB. 1932 DEPORTIERT NACH AUSCHWITZ ERMORDET 8.8.1944  | Deák Ferenc ut. 1 | Mihály János Mitzger, genannt Misi, wurde am 2. Februar 1932 in Lenti als Sohn von Laszlo und Erzsebet Spitzer geboren. Er hatte eine zwei Jahre jüngere Schwester, Katalin Éva, genannt Titi. |

### Szombathely
In Szombathely wurden bisher vier Stolpersteine an vier Adressen verlegt.
| Stolperstein | Übersetzung                                                                            | Verlegeort             | Name, Leben        |
| ------------ | -------------------------------------------------------------------------------------- | ---------------------- | ------------------ |
|              | HIER WOHNTE MÁRK BENEDIKT JG. 1858 4.7.1944 DEPORTIERT NACH AUSCHWITZ ERMORDET         | Thököly Imre Utca 46   | Márk Benedikt      |
|              | HIER WOHNTE ALBERT GÁBOR JG. 1903 4.7.1944 DEPORTIERT NACH AUSCHWITZ ERMORDET          | Király Utca 9          | Albert Gábor       |
|              | HIER WOHNTE DR. JÓZEF MERMELSTEIN JG. 1870 4.7.1944 DEPORTIERT NACH AUSCHWITZ ERMORDET | Fő tér 5               | József Mermelstein |
|              | HIER WOHNTE DR. IMRE WESEL JG. 1903 24.4.1944 INTERNIERT IN AUSCHWITZ ERMORDET         | Bejczy István Utca 1-3 | Imre Wesel         |

## Verlegedaten
Die Stolpersteine in diesem Komitat wurden von Gunter Demnig persönlich an folgenden Tagen verlegt:
- 29. August 2007: Szombathely[2]
- 23. Juli 2010: Kőszeg[3]
- 21. September 2014: Celldömölk[4]
- 14. Oktober 2022: Lenti[5]